# دن دلونای
دن دلونای (انگلیسی: Dan Delaunay؛ زادهٔ ۸ آوریل ۱۹۹۵) بازیکن فوتبال اهل فرانسه است.
وی همچنین در تیم ملی فوتبال France U16 بازی کرده‌است.